# Dichochrysa rubra
Dichochrysa rubra är en insektsart som först beskrevs av Hölzel et al. 1994.  Dichochrysa rubra ingår i släktet Dichochrysa och familjen guldögonsländor. Inga underarter finns listade i Catalogue of Life.